# Carl Johann Greith

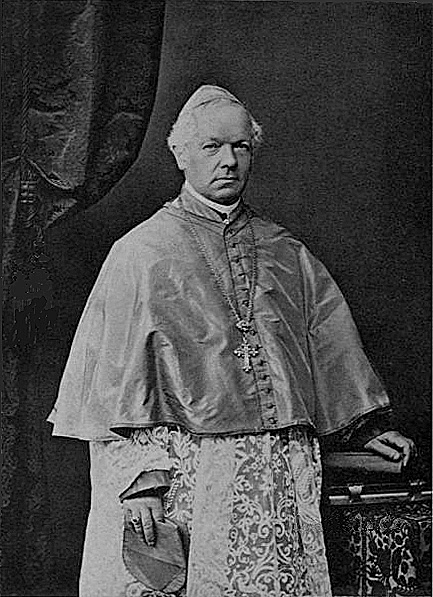
Carl Johann Greith

Carl Johann Greith (auch Karl Johannes) (* 25. Mai 1807 in Rapperswil; † 17. Mai 1882 in St. Gallen) war ein katholischer Priester, Philosophiedozent, Theologie- und Kirchenhistoriker und Bischof von St. Gallen.

## Leben

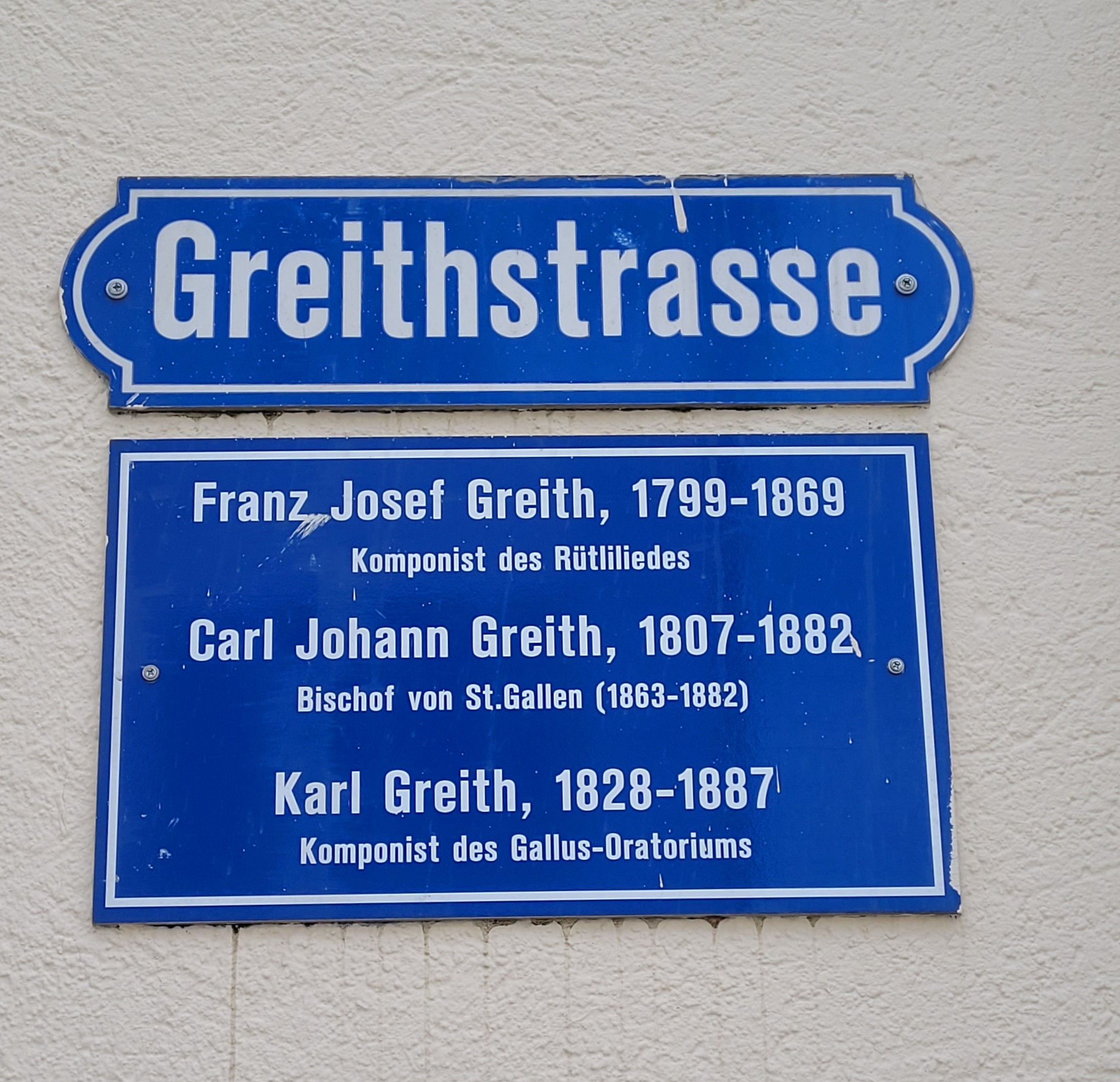
Greithstrasse in St.Gallen-St.Fiden

Greith studierte Katholische Theologie, Philosophie und Geschichtswissenschaften am Lyzeum in Luzern und dann in München. Dort schloss er Bekanntschaft mit Joseph Görres. 1829 ging er nach Paris, vor allem um das Bibliothekswesen zu erlernen. Dort beschloss er aber, die Priesterlaufbahn einzuschlagen, und trat in das Priesterseminar St. Sulpice ein.
Nach seiner Priesterweihe 1831 arbeitete er in St. Gallen als Bibliotheksadjunkt, dann als Subregens des Priesterseminars. Greith war ebenda auch Professor für Kirchengeschichte, wurde aber 1834 von der Regierung als vehementer Verteidiger katholischer Positionen abgesetzt und forschte dann im Auftrag der britischen Regierung drei Jahre in Rom, wo er vor allem Dokumente zur britischen Geschichte sichtete. 1837 nahm er eine Pfarrstelle in Mörschwil an, zwei Jahre später in St. Gallen, wo er 1847 Domdekan und bischöflicher Offizial wurde. Von 1837 bis 1853 war Greith Mitglied im Grossen Rat und wiederum ein Anführer der konservativen katholischen Bewegung im Kulturkampf. 1849 erhielt er eine Professur für Philosophie. 1862 erfolgte die Wahl zum Bischof von St. Gallen, 1863 dann die Bischofsweihe. Auf dem Ersten Vaticanum argumentierte der mit Ignaz von Döllinger befreundete Greith 1871 dagegen, unter den gegenwärtigen Bedingungen das Unfehlbarkeitsdogma zu entscheiden. Er akzeptierte jedoch die Dogmatisierung und versuchte auch Döllinger davon zu überzeugen, wenngleich er erst 1873 dieses Dogma in seiner Diözese verkündete.

## Werk

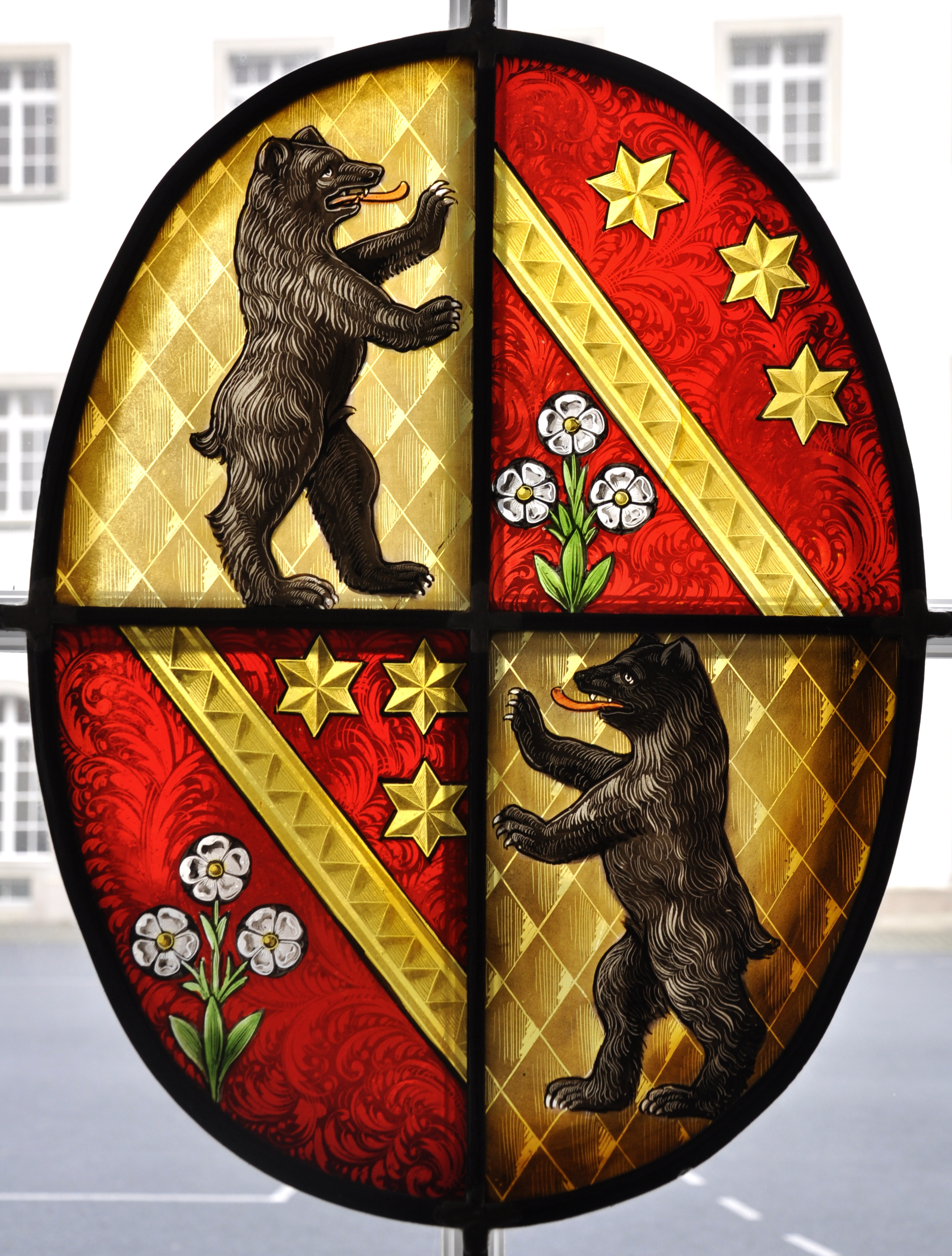
Wappenscheibe Carl Johann Greith

Greith ist bekannt für sein kirchenpolitisches Engagement, aber auch für seine kirchen- und theologiegeschichtlichen Studien sowie seine relative Ablehnung der scholastischen Tradition gegenüber neuzeitlichen Philosophen wie Descartes oder Leibniz.
Zu seinen Schriften zählen:
- Spicilegium Vaticanum. Beiträge zur nähern Kenntniss der vatikanischen Bibliothek für deutsche Poesie des Mittelalters. Frauenfeld 1838.
- Katholische Apologetik in Kanzelreden über katholische Glaubenswahrheiten gegenüber den Irrlehren alter und neuer Zeit für Priester und Laien. 3 Bände, Schaffhausen 1847–1852.
- mit Georg Ulber OSB: Handbuch der Philosophie für die Schule und das Leben. Freiburg/Breisgau 1853–1857.
- Die deutsche Mystik im Prediger-Orden (von 1250–1350) nach ihren Grundlehren, Liedern und Lebensbildern aus handschriftlichen Quellen. Freiburg/Breisgau 1861 (Digitalisat in der Google-Buchsuche, Digitalisat in der Google-Buchsuche, Digitalisat in der Google-Buchsuche).
- Der heilge Gallus. St. Gallen 1864.
- Die heiligen Glauensboten Columban und Gall. St. Gallen 1865.
- Geschichte der altirischen Kirche und ihrer Verbindung mit Rom, Gallien und Alemannien, 430–630, als Einleitung in die Geschichte des Stifts St. Gallen. Nach handschriftlichen und gedruckten Quellenschriften, Freiburg/Breisgau 1867.